# Qualificazioni al campionato europeo femminile di pallavolo 2005
Le qualificazioni per il campionato europeo femminile di pallavolo 2005, le cui fasi finali si sono tenute in Croazia, si sono svolte tra il mese di maggio e settembre 2004. Hanno partecipato 12 squadre nazionali europee.
Le squadre sono state divise in tre gironi da quattro: le prime due classificate sono state ammesse agli europei, più la migliore terza. In totale 7 squadre hanno ottenuto la qualificazione.

## Squadre partecipanti
| - Azerbaigian - Belgio - Bulgaria - Grecia - Italia - Rep. Ceca | - Romania - Russia - Serbia e Montenegro - Slovacchia - Spagna - Ucraina |

### Gironi
| Girone A                     | Girone B                              | Girone C                                      |
| ---------------------------- | ------------------------------------- | --------------------------------------------- |
| Grecia Romania Russia Spagna | Azerbaigian Italia Ucraina Slovacchia | Belgio Bulgaria Rep. Ceca Serbia e Montenegro |

## Fase unica

### Qualificate agli europei
- Azerbaigian
- Bulgaria
- Italia
- Serbia e Montenegro
- Romania
- Russia
- Spagna

## Tutte le squadre qualificate
- Croazia (Paese ospitante)
- Polonia (1º posto nel campionato europeo 2003)
- Turchia (2º posto nel campionato europeo 2003)
- Germania (3º posto nel campionato europeo 2003)
- Paesi Bassi (4º posto nel campionato europeo 2003)
- Spagna (1º posto nel torneo qualificazione Girone A)
- Italia (1º posto nel torneo qualificazione Girone B)
- Serbia e Montenegro (1º posto nel torneo qualificazione Girone C)
- Romania (2º posto nel torneo qualificazione Girone A)
- Azerbaigian (2º posto nel torneo qualificazione Girone B)
- Bulgaria (2º posto nel torneo qualificazione Girone C)
- Russia (migliore terza)